# Тім Канг
Тім Канг (англ. Tim Kang, повне ім'я  — Іла Тімоті Канг (англ. Yila Timothy Kang), 16 березня 1973, Сан-Франциско, Каліфорнія, США)  — американський актор корейського походження. Відомий виконанням ролі агента Кімбела Чо у серіалі Менталіст.

## Життєпис

### Раннє життя
Тім Канг народився у Сан-Франциско, Каліфорнія, США. Закінчив Університет Каліфорнії (Берклі) із ступенем бакалавра мистецтв з політології та продовжив навчання на спеціальності Магістр мистецтв у A.R.T. Institute у Гарвардському університеті. Навчався у школі Московського художнього театру.

### Кар'єра
Акторською діяльністю почав займатися у 26 років. Перша поява на телеекранах  — Клан Сопрано, у якому Канг виконав роль доктора Гаррісон Вонґа, а 2008 року зіграв у фільмі Рембо 4. Того ж року почав зніматись у серіалі Менталіст, завдяки чому став відомим.

### Особисте життя
Проживає у Лос-Анджелесі, США. У нього є донька, Б'янка Канг (англ. Bianca Kang, народилась 7 листопада 2009 року). Любить стрибки з парашутом.

## Фільми
| Рік  | Назва українською                                    | Оригінальна назва (англ.)                     | Персонаж                                                        |
| ---- | ---------------------------------------------------- | --------------------------------------------- | --------------------------------------------------------------- |
| 1999 | Клан Сопрано (серіал, 1999-2007)                     | The Sopranos                                  | доктор Гаррісон Вонґ (англ. Dr. Harrison Wong)                  |
| 1999 | Третя зміна (серіал, 1999-2005)                      | Third Watch                                   | детектив Кент Йошіхара (англ. Detective Kent Yoshihara)         |
| 2001 | Закон і порядок: злочинний намір (серіал, 2001-2011) | Law & Order: Criminal Intent                  | Мурукамі (англ. Murakami)                                       |
| 2002 | Детектив Монк (серіал, 2002-2009)                    | Monk                                          | містер Бреннеман (англ. Mr. Brenneman)                          |
| 2002 | Кохання з повідомленням                              | Two Weeks Notice                              | адвокат Пол (англ. Paul the Attorney)                           |
| 2003 | Історії роботів                                      | Robot Stories                                 | молодий Джон (англ. Young John)                                 |
| 2003 | Шоу Шаппела (серіал, 2003-2006)                      | Chappelle's Show                              | менеджер автомийки (англ. Car Wash Manager)                     |
| 2003 | Правосуддя                                           | Justice                                       | власник винного погребу (англ. Bodega Owner)                    |
| 2004 | Безпека польотів (короткометражний)                  | Flight Safety                                 |                                                                 |
| 2004 | Забуте                                               | The Forgotten                                 | агент Алек Вонґ (англ. Agent Alec Wong)                         |
| 2006 | Офіс (серіал, 2005-досі)                             | The Office                                    | Ко (англ. Koh)                                                  |
| 2006 | Та, що говорить з привидами (серіал, 2005-2010)      | Ghost Whisperer                               | Воррен Чен, (палаючий дух) (англ. Warren Chen, (Burning Ghost)) |
| 2006 | Закон і порядок: суд присяжних (серіал, 2005-2006)   | Law & Order: Trial by Jury                    | доктор Ліам Келлі (англ. Dr. Liam Kelly)                        |
| 2006 | Залишок: життя і робота Саллі Ман (короткометражний) | What Remains: The Life and Work of Sally Mann | Ендер (англ. Ender)                                             |
| 2006 | Підрозділ (серіал, 2006-2009)                        | The Unit                                      | капелан Алан Ланц (англ. Chaplain Alan Lantz)                   |
| 2006 | Spectropia                                           | Spectropia                                    | Клієнт (англ. Client)                                           |
| 2008 | Менталіст (серіал, 2008-досі)                        | The Mentalist                                 | Кімбел Чо (англ. Kimball Cho)                                   |
| 2008 | Рембо 4                                              | Rambo                                         | Ен-Джу (англ. En-Joo)                                           |
| 2009 | Містер Седмен                                        | Mr. Sadman                                    | агент Ванґ (англ. Agent Wang)                                   |
| 2010 | Містер Ґрін (короткометражний)                       | Mister Green                                  | Мейсон Парк (англ. Mason Park)                                  |
| 2011 | Казки наніч (ТБ)                                     | Night Tales                                   | Мейсон Парк (англ. Mason Park)                                  |
| 2011 | Майбутні держави                                     | Future states                                 | Мейсон Парк (англ. Mason Park)                                  |
| 2014 | Зв'язаний для величі                                 | Bound for Greatness                           | Доктор Лайл (англ. Dr. Lyle)                                    |
| 2014 | Кімната 731                                          | Room 731                                      | Доктор Кен (англ. Dr. Ken)                                      |
| 2015 | Дивні одиночки                                       | Weird Loners                                  | Адам (англ. Adam)                                               |
| 2016 | Виховання                                            | Rise                                          | Рядовий молодий (англ. Private Young)                           |
| 2016 | Сліди                                                | Traces                                        | Марк (англ. Mark)                                               |
| 2017 | Правосуддя Чикаго                                    | Chicago Justice                               | Марк (англ. Mark)                                               |
| 2018 | Злам часу                                            | A Wrinkle in Time                             | Шкільний начальник (англ. School Superintendant)                |